# Fünfkampf-Weltmeisterschaft 1977/2

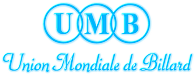
Logo UMB (ausrichtender Verband)

Veranstaltungsort: Santiago de Chile

Die Fünfkampf-Weltmeisterschaft 1977/2, auch Pentathlon-Weltmeisterschaft genannt, war das 14. Turnier in dieser Disziplin des Karambolagebillards und fand vom 30. September bis zum 8. Oktober 1977 in Santiago de Chile statt. Es war die erste Fünfkampf-Weltmeisterschaft in Chile. Das Turnier zählte zur Saison 1977/78.

## Geschichte
Die zweite Fünfkampf-Weltmeisterschaft im Jahr 1977, die aber für die Saison 1977/78 zählte, zeigte wieder einmal einen nervenstarken Dieter Müller. In einem Turnier, wo es eigentlich nur zwei Titelanwärter gab, kam es schließlich auch zum erwarteten Finale. Für Ludo Dielis hätte ein Unentschieden zum Titel gereicht. Er gewann dann auch die Freie Partie mit 250:3. Müller konterte im Cadre 47/1 mit 150:56. Nach der Einbandpartie, die Dielis mit 100:16 gewann, sprach vieles für den Belgier. Aber wieder zeigte Müller seine Nervenstärke und gewann im Cadre 71/2 mit 150:26 und schließlich auch im Dreiband mit 30:20. Damit ist Dieter Müller der einzige Fünfkampf-Weltmeister, nach Raymond Ceulemans, der seinen Titel verteidigen konnte. Verdienter Dritter wurde der japanische Dreibandspezialist Nobuaki Kobayashi. Es war die einzige Medaille bei Weltmeisterschaften die von Japanern nicht im Dreiband gewonnen wurde.
Zur Durchführung dieser Meisterschaft gab es viele Unverständnisse. Dass die UMB drei Spieler aus Argentinien zum Turnier zuließ und Spieler wie z. B. Ceulemans, und Christ van der Smissen fehlten, wurde von vielen Spielern und Funktionären bemängelt. Da aber Ceulemans verhindert war, kam nur Dielis als amtierender Europameister für Belgien zum Einsatz.

## Modus
Gespielt wurde das ganze Turnier im Round Robin Modus.
1. PP = Partiepunkte
2. MP = Matchpunkte
3. VGD = Verhältnismäßiger Generaldurchschnitt
4. BVED = Bester Einzel Verhältnismäßiger Durchschnitt

Ab 1965 wurde zur Berechnung des VGD die 'Portugiesische Tabelle' angewendet. Hierbei werden die verschiedenen Disziplinen nach einer Formel berechnet. Es wurde eine neu überarbeitete portugiesische Tabelle von Oktober 1977 angewendet. Die Welt-Meisterschaften im Fünfkampf ab 1965 waren auch unter dem Namen 'Neo Pentathlon' bekannt. In Santiago de Chile wurden auch prolongierte Serien gewertet. Ab 1977 wurden die Spieldistanzen halbiert und statt Cadre 47/2 wurde Cadre 47/1 gespielt.
Freie Partie: Distanz 250 Punkte
Cadre 47/1: Distanz 150 Punkte
Einband: Distanz 100 Punkte
Cadre 71/2: Distanz 150 Punkte
Dreiband: Distanz 30 Punkte
Der Fünfkampf wurde auch in dieser Spielfolge gespielt.
In der Endtabelle wurden die erzielten Matchpunkte vor den Partiepunkten und dem VGD gewertet.
Partien die in einer Aufnahme Unentschieden endeten wurden mit 2:2 Partiepunkten gewertet.

## Abschlusstabelle
| Legende | Legende                                       |
| --- | --------------------------------------------- |
| Abk. | Bedeutung                                     |
| Pkt. | erzielte Punkte                               |
| Aufn. | benötigte Aufnahmen                           |
| ED | Einzeldurchschnitt                            |
| GD | Generaldurchschnitt                           |
| VGD | Verhältnismässiger Generaldurchschnitt        |
| BMD | Bester Mannschaftsdurchschnitt                |
| BED | Bester Einzeldurchschnitt                     |
| BSD | Bester Satzdurchschnitt                       |
| BEVD | Bester Einzel Verhältnismässiger Durchschnitt |
| HS | Höchstserie                                   |
| MP | Match Points                                  |
| PP | Partie Punkte                                 |
| G-U-V | Gewonnen-Unentschieden-Verloren               |
| SV | Satzverhältnis                                |
| WRP | Weltranglistenpunkte                          |
| | 1. Platz (Gold)                               |
| | 2. Platz (Silber)                             |
| | 3. Platz (Bronze)                             |
| | Bester GD des Turniers/Runde                  |
| | Bester VGD des Turniers/Runde                 |
| | Bester ED des Turniers/Runde                  |
| | Bester BVGD des Turniers/Runde                |
| | Beste HS des Turniers/Runde                   |
| (Evtl. finden nicht alle Begriffe Anwendung oder einige sind nicht aufgeführt. Diese können in der Liste der Karambolage-Begriffe nachgesehen werden.) |                                               |

| Endklassement              | Endklassement     | Endklassement | Endklassement | Endklassement | Endklassement | Endklassement | Endklassement | Endklassement | Endklassement |
| Platz                      | Name              | MP            | PP            | VGD           | BVED          |               |               |               |               |
| -------------------------- | ----------------- | ------------- | ------------- | ------------- | ------------- | ------------- | ------------- | ------------- | ------------- |
| 1                          | Dieter Müller     | 13:1          | 53:17         | 105,30        | 200,24        |               |               |               |               |
| 2                          | Ludo Dielis       | 12:2          | 55:15         | 116,69        | 242,75        |               |               |               |               |
| 3                          | Nobuaki Kobayashi | 10:4          | 51:19         | 89,05         | 140,52        |               |               |               |               |
| 4                          | Franz Stenzel     | 7:7           | 31:29         | 68,44         | 123,72        |               |               |               |               |
| 5                          | Manuel Girves     | 6:8           | 28:42         | 41,63         | 68,57         |               |               |               |               |
| 6                          | Nelson Esper      | 4:10          | 32:38         | 44,73         | 62,06         |               |               |               |               |
| 7                          | Emilio Yazbek     | 4:10          | 25:45         | 50,55         | 100,32        |               |               |               |               |
| 8                          | Alejandro Chacon  | 0:14          | 5:65          | 19,55         | –             |               |               |               |               |
| Turnierdurchschnitt: 55,50 |                   |               |               |               |               |               |               |               |               |

## Disziplintabellen
| Platz                      | Name              | MP   | Pkte. | Aufn. | GD     | BED    | HS  | VGD    |
| -------------------------- | ----------------- | ---- | ----- | ----- | ------ | ------ | --- | ------ |
| 1                          | Ludo Dielis       | 14:2 | 1750  | 15    | 116,66 | 250,00 | 499 | 116,66 |
| 2                          | Dieter Müller     | 11:3 | 1503  | 21    | 71,57  | 250,00 | 497 | 71,57  |
| 3                          | Franz Stenzel     | 9:5  | 1652  | 17    | 97,17  | 250,00 | 774 | 97,17  |
| 4                          | Manuel Girves     | 9:7  | 1271  | 29    | 43,82  | 83,33  | 245 | 43,82  |
| 5                          | Nobuaki Kobayashi | 8:6  | 1185  | 27    | 43,88  | 83,33  | 149 | 43,88  |
| 6                          | Nelson Esper      | 4:10 | 1019  | 21    | 48,52  | 83,33  | 252 | 48,52  |
| 7                          | Emilio Yazbek     | 3:11 | 1103  | 22    | 50,13  | 125,00 | 250 | 50,13  |
| 8                          | Alejandro Chacon  | 0:14 | 317   | 22    | 14,40  | –      | 99  | 14,40  |
| Turnierdurchschnitt: 56,32 |                   |      |       |       |        |        |     |        |

| Platz                      | Name              | MP   | Pkte. | Aufn. | GD    | BED    | HS  | VGD    |
| -------------------------- | ----------------- | ---- | ----- | ----- | ----- | ------ | --- | ------ |
| 1                          | Dieter Müller     | 14:0 | 1050  | 27    | 38,88 | 75,00  | 149 | 314,80 |
| 2                          | Ludo Dielis       | 12:2 | 956   | 33    | 28,96 | 150,00 | 210 | 189,40 |
| 3                          | Manuel Girves     | 8:6  | 362   | 45    | 15,44 | 37,50  | 126 | 72,20  |
| 4                          | Emilio Yazbek     | 7:7  | 773   | 47    | 16,44 | 50,00  | 87  | 77,20  |
| 5                          | Franz Stenzel     | 6:8  | 661   | 37    | 17,86 | 37,50  | 97  | 84,30  |
| 6                          | Nobuaki Kobayashi | 5:9  | 765   | 58    | 13,18 | 37,50  | 76  | 60,90  |
| 7                          | Nelson Esper      | 4:10 | 653   | 64    | 10,20 | 12,50  | 70  | 32,00  |
| 8                          | Alejandro Chacon  | 0:14 | 500   | 63    | 7,93  | –      | 57  | 19,82  |
| Turnierdurchschnitt: 16,18 |                   |      |       |       |       |        |     |        |

| Platz                     | Name              | MP   | Pkte. | Aufn. | GD   | BED   | HS | VGD    |
| ------------------------- | ----------------- | ---- | ----- | ----- | ---- | ----- | -- | ------ |
| 1                         | Ludo Dielis       | 12:2 | 671   | 71    | 9,73 | 14,28 | 47 | 171,00 |
| 2                         | Dieter Müller     | 12:2 | 616   | 68    | 9,05 | 16,66 | 48 | 147,14 |
| 3                         | Nobuaki Kobayashi | 12:2 | 692   | 86    | 8,04 | 14,28 | 53 | 118,50 |
| 4                         | Nelson Esper      | 6:8  | 514   | 122   | 4,21 | 4,76  | 30 | 50,14  |
| 5                         | Franz Stenzel     | 5:9  | 560   | 113   | 4,95 | 10,00 | 35 | 60,71  |
| 6                         | Manuel Girves     | 4:10 | 446   | 133   | 3,35 | 5,55  | 29 | 35,83  |
| 7                         | Emilio Yazbek     | 4:10 | 570   | 142   | 4,01 | 3,44  | 25 | 46,83  |
| 8                         | Alejandro Chacon  | 1:11 | 467   | 147   | 3,17 | 3,84  | 32 | 32,83  |
| Turnierdurchschnitt: 5,16 |                   |      |       |       |      |       |    |        |

| Platz                      | Name              | MP   | Pkte. | Aufn. | GD    | BED    | HS  | VGD   |
| -------------------------- | ----------------- | ---- | ----- | ----- | ----- | ------ | --- | ----- |
| 1                          | Nobuaki Kobayashi | 12:2 | 902   | 44    | 20,50 | 37,50  | 128 | 58,33 |
| 2                          | Dieter Müller     | 8:6  | 898   | 32    | 28,06 | 150,00 | 238 | 83,02 |
| 3                          | Ludo Dielis       | 8:6  | 875   | 35    | 25,00 | 75,00  | 145 | 75,00 |
| 4                          | Nelson Esper      | 8:6  | 861   | 47    | 18,31 | 25,00  | 79  | 51,33 |
| 5                          | Emilio Yazbek     | 7:7  | 746   | 38    | 19,63 | 37,50  | 140 | 55,43 |
| 6                          | Manuel Girves     | 7:7  | 770   | 51    | 15,09 | 37,50  | 89  | 40,30 |
| 7                          | Franz Stenzel     | 6:8  | 501   | 37    | 13,54 | 37,50  | 131 | 38,46 |
| 8                          | Alejandro Chacon  | 0:14 | 495   | 63    | 7,85  | –      | 39  | 15,70 |
| Turnierdurchschnitt: 18,43 |                   |      |       |       |       |        |     |       |

| Platz                      | Name              | MP   | Pkte. | Aufn. | GD    | BED   | HS | VGD    |
| -------------------------- | ----------------- | ---- | ----- | ----- | ----- | ----- | -- | ------ |
| 1                          | Nobuaki Kobayashi | 14:0 | 210   | 184   | 1,141 | 1,363 | 9  | 163,66 |
| 2                          | Ludo Dielis       | 10:4 | 194   | 210   | 0,923 | 1,153 | 9  | 87,66  |
| 3                          | Nelson Esper      | 10:4 | 190   | 250   | 0,760 | 0,857 | 5  | 42,00  |
| 4                          | Dieter Müller     | 8:6  | 184   | 253   | 0,727 | 1,200 | 7  | 35,40  |
| 5                          | Franz Stenzel     | 6:8  | 197   | 278   | 0,708 | 0,937 | 7  | 31,60  |
| 6                          | Emilio Yazbek     | 4:10 | 158   | 250   | 0,632 | 0,769 | 5  | 23,20  |
| 7                          | Alejandro Chacon  | 4:10 | 146   | 276   | 0,525 | 0,612 | 5  | 15,00  |
| 8                          | Manuel Girves     | 0:14 | 141   | 261   | 0,540 | –     | 5  | 16,00  |
| Turnierdurchschnitt: 0,723 |                   |      |       |       |       |       |    |        |